# 15 Armia (III Rzesza)
15 Armia (niem. 15. Armee) – jedna z niemieckich armii w czasie II wojny światowej. 
Utworzona 15 stycznia 1941 w okupowanej Francji. Cały okres wojny stacjonowała na zachodzie Europy. W 1944 roku brała udział w niemieckiej ofensywie w Ardenach skierowanej przeciw VIII Korpusowi 1 Armii USA. W czasie ofensywy dowodzona była przez gen. Gustava-Adolfa von Zangena i składała się z Korpusu Felbera, XII Korpusu SS i dwóch korpusów armijnych: LXXXI  i LXXIV.  Skapitulowała w kwietniu 1945 w Zagłębiu Ruhry.

## Dowódcy armii
- gen. płk Curt Haase (luty 1941 – listopad 1942)
- gen. płk Heinrich von Viettinghoff-Scheel (grudzień 1942 – sierpień 1943)
- gen. płk Hans von Salmuth (sierpień 1943 – sierpień 1944)
- gen. Gustav-Adolf von Zangen (sierpień 1944 – do kapitulacji w kwietniu 1945)[3]

## Struktura organizacyjna
Jednostki armijne: 509 Armijny Pułk Łączności i Dowództwo 590 Armijnego Oddziału Zaopatrzeniowego
Skład w maju 1941
- XXXXII Korpus Armijny
- LX Korpus Armijny
- XXXVIII Korpus Armijny
- XXXII Korpus Armijny
- XXXVII Korpus Armijny
- XXIII Korpus Armijny

Skład w maju 1944
- LXVII Korpus Armijny
- LXXXI Korpus Armijny
- LXXXII Korpus Armijny
- LXXXIX Korpus Armijny

## Podporządkowanie
Grupa Armii D (do maja 1944), Grupa Armii B (do grudnia 1944), Grupa Armii H (do stycznia 1945), ponownie Grupa Armii B (do końca wojny).